# Schistophleps irregularis
Schistophleps irregularis är en fjärilsart som beskrevs av Rothschild 1916. Schistophleps irregularis ingår i släktet Schistophleps och familjen björnspinnare. Inga underarter finns listade.